# ハウデン・レーウ (機雷敷設艦)

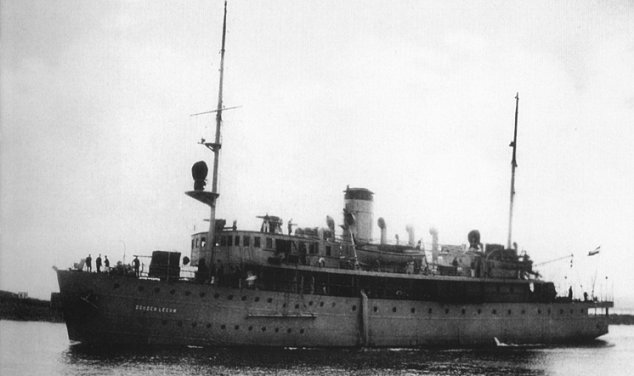
ハウデン・レーウ

ハウデン・レーウ（Gouden Leeuw）は、オランダ海軍の機雷敷設艦。。同型艦はプリンス・ファン・オラニエ。
1930年9月23日起工、1931年9月9日進水、1932年2月24日就役。1941年12月の太平洋戦争勃発以降、オランダ領東インド近海において、機雷敷設に従事。日本軍の侵攻が迫り、1942年3月7日スラバヤにて自沈。
排水量1,291トン、全長65.8メートル、最大速力15ノット。武装は7.5cm砲2門のほか、機雷150個搭載。